# Équipe de Suisse de football en 1943
Cet article présente l'année 1943 pour l'équipe de Suisse de football.

## Bilan
|           | Nombre de matchs | Victoires | Défaites | Matchs nuls | Buts marqués | Buts encaissés |
| Domicile  | 1                | 0         | 1        | 0           | 1            | 3              |
| Extérieur | 1                | 0         | 0        | 0           | 0            | 1              |
| Neutre    | 0                | 0         | 0        | 0           | 0            | 0              |
| Total     | 2                | 0         | 1        | 0           | 1            | 4              |

## Matchs et résultats
| Match amical                            | Suisse      | 1 - 3   | Hongrie                         | Les Charmilles, Genève                        |                                               |
| 16 mai 1943 · Historique des rencontres | Monnard 16e | (1 - 3) | 32e 43e Bodola · 34e Zsengellér | Spectateurs : 23 000 Arbitrage : Peco Bauwens | Spectateurs : 23 000 Arbitrage : Peco Bauwens |
| 16 mai 1943 · Historique des rencontres | Rapport     |         |                                 | Spectateurs : 23 000 Arbitrage : Peco Bauwens | Spectateurs : 23 000 Arbitrage : Peco Bauwens |

| Match amical                             | Suède        | 1 - 0   | Suisse | Råsunda, Stockholm                            |                                               |
| 14 juin 1943 · Historique des rencontres | Sandberg 15e | (1 - 0) |        | Spectateurs : 33 000 Arbitrage : Josef Larsen | Spectateurs : 33 000 Arbitrage : Josef Larsen |
| 14 juin 1943 · Historique des rencontres | Rapport      |         |        | Spectateurs : 33 000 Arbitrage : Josef Larsen | Spectateurs : 33 000 Arbitrage : Josef Larsen |